# 1988-as magyar tekebajnokság
Az 1988-as magyar tekebajnokság az ötvenedik magyar bajnokság volt. A bajnokságot április 23. és 24. között rendezték meg Szombathelyen, a férfiakét a Sabaria pályáján, a nőkét a Latex pályáján.

## Eredmények
| Versenyszám  | Arany                                                     | Arany | Ezüst                                   | Ezüst | Bronz                                                  | Bronz |
| ------------ | --------------------------------------------------------- | ----- | --------------------------------------- | ----- | ------------------------------------------------------ | ----- |
| Férfi egyéni | Csányi Béla Ferencvárosi TC                               | 2010  | Makkai Miklós Pápai Vasas               | 1950  | Németh Lajos Sabaria SE                                | 1944  |
| Férfi páros  | Csányi Béla, Mészáros József Ferencvárosi TC, BKV Előre   | 1980  | Németh Lajos, Nagy László Sabaria SE    | 1918  | Mráz László, Makkai Miklós Győri Richards, Pápai Vasas | 1898  |
| Női egyéni   | Lőrinczné Naschitz Katalin Szegedi Postás                 | 882   | Török Marianna BKV Előre                | 882   | Megyesi Lászlóné Tatabányai Bányász                    | 871   |
| Női páros    | Tompa Györgyné, Lőrinczné Naschitz Katalin Szegedi Postás | 883   | Török Marianna, Drajkó Imréné BKV Előre | 845   | Szalai Anna, Németh Józsefné Postás SE                 | 834   |